# Cruside

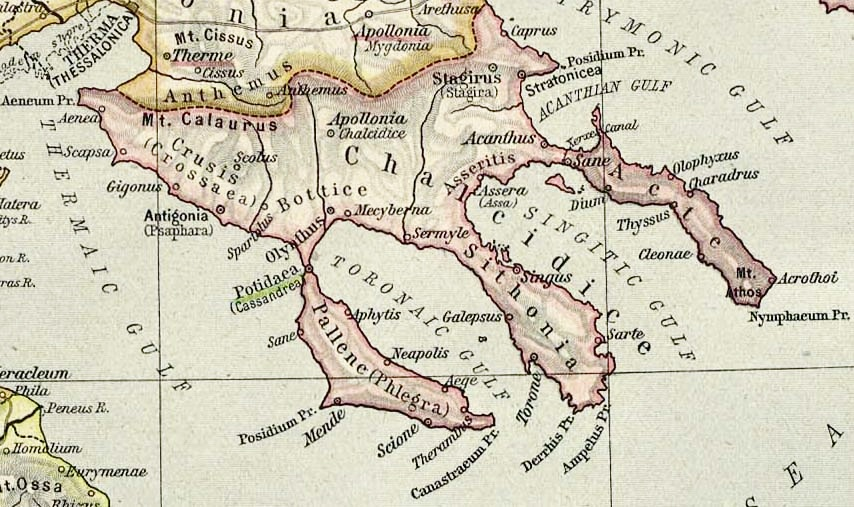
Crusis nel nordovest della Calcidica

La Crùside o Crossèa (latino: Crusaea o Crossaea) (greco: Κρουσίς, Κροσσαίη, o Κρουσαῖος) era un'antica regione della Macedonia posta sulla costa nord-occidentale della penisola Calcidica.
Le principali città della regione erano: Lipàsso, Combréa, Lisèa, Gìgono, Campsa, Smila, Enéa e Antigonia Psafara.
Attualmente la regione fa parte della prefettura greca di Calcidica.